# West Chester (Pennsylvania)
West Chester is een plaats (borough) in de Amerikaanse staat Pennsylvania en valt bestuurlijk gezien onder Chester County.

## Demografie
Bij de volkstelling van 2010 werd het aantal inwoners vastgesteld op 18.461 (2000: 17.861).

## Geografie
Volgens het United States Census Bureau beslaat de plaats een oppervlakte van
4,8 km², geheel bestaande uit land. West Chester ligt op ongeveer 133 m boven zeeniveau.

## Plaatsen in de nabije omgeving
De onderstaande figuur toont nabijgelegen plaatsen in een straal van 12 km rond West Chester.

## Geboren
- Smedley Butler {1881-1940), generaal en pacifist
- Samuel Barber (1910–1981), componist
- Ken Glah (2 december 1964), triatleet
- Jim Furyk (12 mei 1970), golfer
- Brandon DiCamillo (15 november 1976), acteur, stuntman
- Scott Zwizanski (29 mei 1977), wielrenner
- Jess Margera (28 augustus 1978), drummer van de band CKY
- Matisyahu (30 juni 1979), Joods-Amerikaanse reggaezanger
- Bam Margera (28 september 1979), skateboarder, acteur, stuntman en radiopresentator
- Kyle Gallner (22 oktober 1986), acteur
- Graham Rogers (17 december 1990), acteur